# A Coupon Courtship
A Coupon Courtship è un cortometraggio muto del 1913 diretto da Pat Hartigan e interpretato da Ruth Roland, John E. Brennan, John McDermott e Marshall Neilan.
I nomi dei tre pretendenti (Tom, Dick e Harry) sono l'equivalente italiano di Tizio, Caio e Sempronio. Nel 1941, uscirà un film dal titolo Tom, Dick e Harry con Ginger Rogers e, nel 1953, Ann Miller canterà una canzone di Cole Porter dallo stesso titolo in Baciami Kate.

## Produzione
Il film, prodotto dalla Kalem Company, fu girato in California, a Santa Monica.

## Distribuzione
Distribuito dalla General Film Company, uscì nelle sale cinematografiche statunitensi il 30 aprile 1913. Nelle proiezioni, veniva programmato con il sistema dello split reel, accorpato in un'unica bobina con un altro cortometraggio prodotto dalla Kalem, il western The Eighth Notch.